# Rockefeller Building (Cleveland)
El Rockefeller Building es un edificio de oficinas histórico de gran altura en el centro de la ciudad de Cleveland, en el estado de Ohio (Estados Unidos). Fue construido entre 1903 y 1905 y se encuentra en la esquina de West 6th y Superior Avenue frente al complejo Tower City Center. Mide 64,62 m de altura y tiene 17 pisos. Lleva el nombre del fundador de la Standard Oil of Ohio , John D. Rockefeller Sirve como un punto de entrada al muy popular y poblado Warehouse District. En 1973 fue incluido en la lista del Registro Nacional de Lugares Históricos.

## Nombre
La palabra Rockefeller aparece en el lado oeste sexto del edificio. Esto ha sido así desde 1905, excepto por un breve período cuando su colega empresario de Cleveland Josiah Kirby (responsable de iniciar la gigantesca firma hipotecaria Cleveland Discount Company en 1921 en Cleveland), compró el rascacielos de los Rockefeller en 1920 y posteriormente cambió la fachada al edificio Kirby. Sin embargo, Josiah Kirby enfureció a la familia Rockefeller al hacerlo, por lo que la familia Rockefeller volvió a comprar el edificio y lo recuperó al apodo de Rockefeller en 1923. Esa señalización todavía es muy visible hoy, habiendo cambiado poco en diseño desde 1923.

## Galería

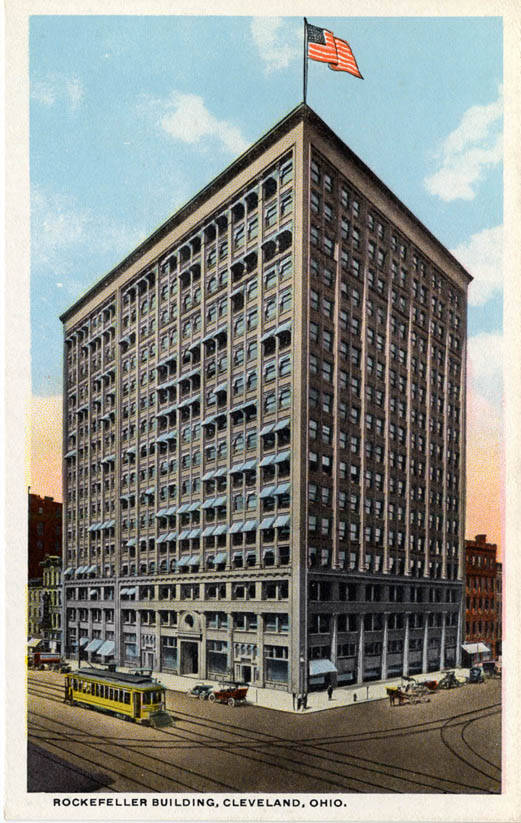
El edificio en 1913
Aspecto en 1965
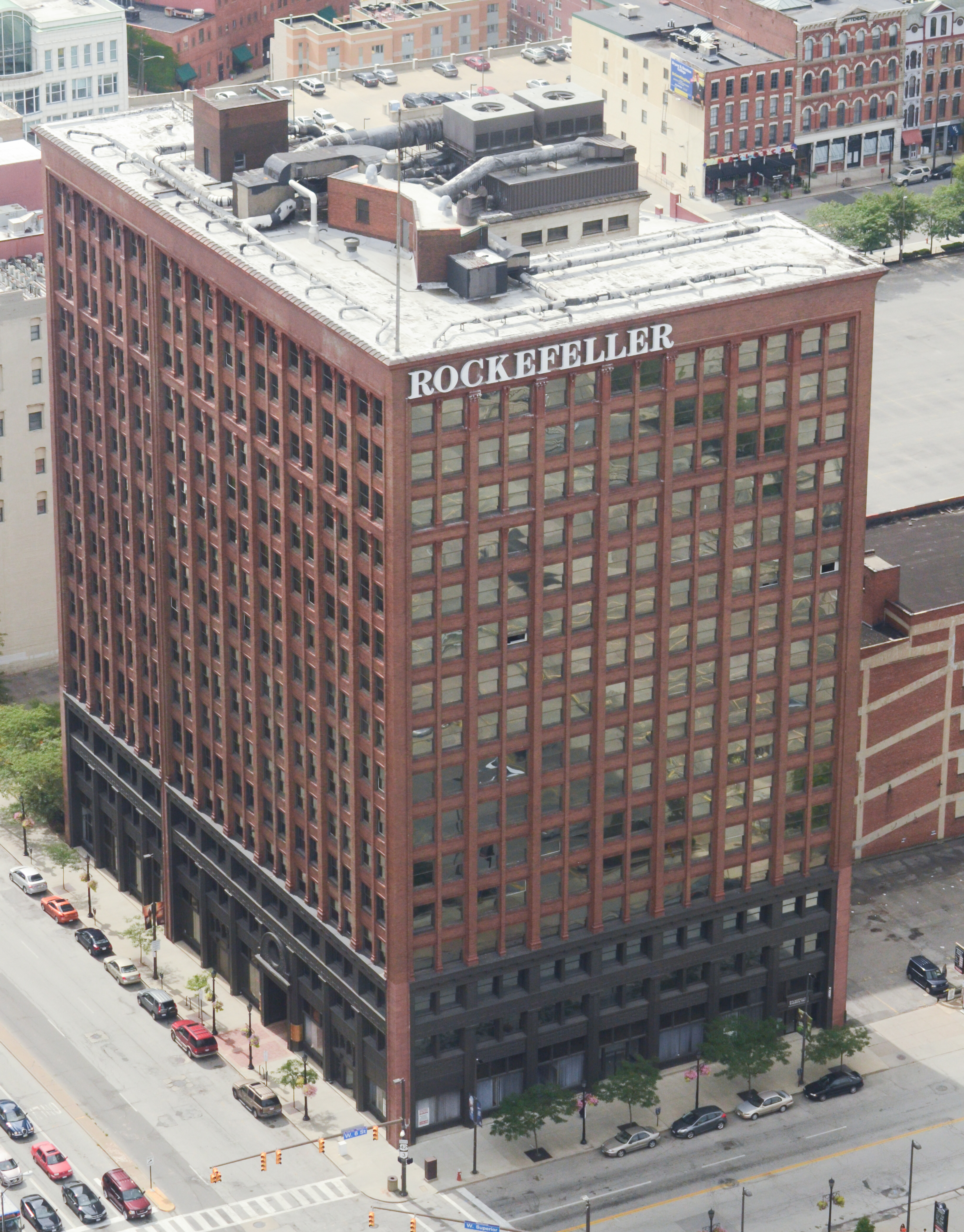
Vista aérea
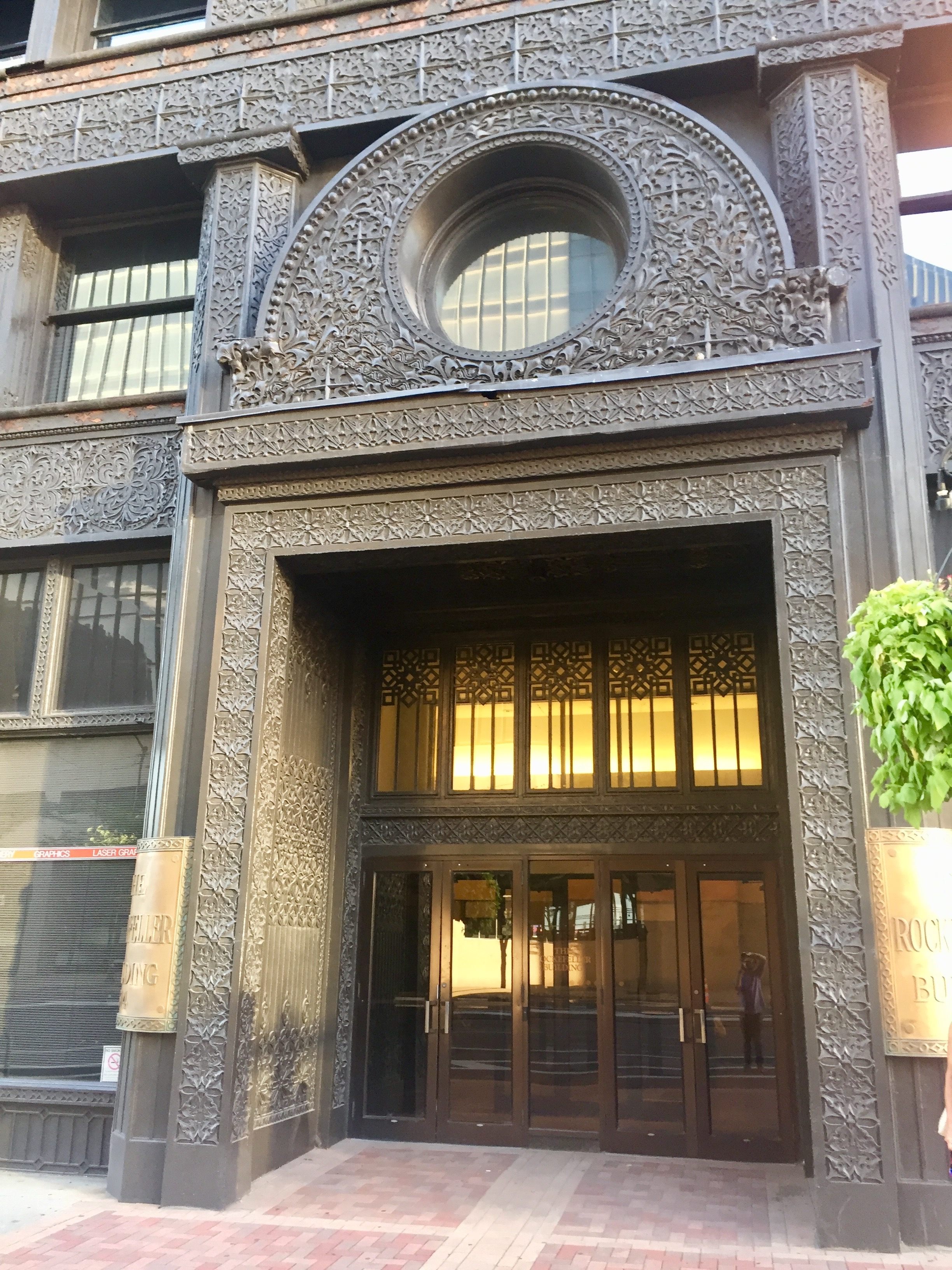
Decoración en la entrada